# NHK邦楽技能者育成会
NHK邦楽技能者育成会（NHKほうがくぎのうしゃいくせいかい、1955年（昭和30年2月） -2010年（平成22年）3月 ）は、東京都渋谷区の邦楽演奏家育成のための講座である。三曲を中心に、琵琶、一絃琴、笛、雅楽などの演奏者が受講した。自分の演奏楽器のみではなく邦楽全般の歴史や関連の知識、五線譜による合奏を学ぶ。2010年（平成22年）3月の第55期生の卒業で終了した。

## 略歴
- 1955年　開講
- 1980年　25周年記念演奏会（国立劇場小劇場）
- 1995年　40周年記念演奏会（NHKホール）
- 2005年　50周年記念演奏会「日本音楽の祭典」（NHKホール）
- 2010年　記念演奏会（NHKホール）　閉講

## 特徴

### 教科
合奏、日本音楽的ソルフェージュ、日本音楽史、楽典など

### 講師
教科の一流の専門家が当たる。吉川英史、杵屋正邦、藤井凡大など

### 受講生
講座の受講生は卒業すると第〇期生と名乗ることが出来るが、中途退学の場合は名乗ってはいけない決まりがあった。年1回の募集で東京芸術大学邦楽科出身者を中心に、町の邦楽教室で学び邦楽の家元組織に属しているなど、何らかの方法で邦楽をやったことがあり、ある程度の演奏技量と知識をもった志願者が、実技（邦楽器の演奏、フラット1個程度のソルフェージュ）とペーパーテストの結果選ばれる。受講生は毎週火曜日にNHK放送センターに通い、講義や実技指導を受ける。放送局が運営しているので、原則欠席は認められない。また前後期のテストで成績が不振だと退学させられることもある。講座受講料は途中からは有料になった。ほかに経費の徴収のための会計係や、イベント係、楽譜を書く係など、講座担当職員と共に受講生も役割を受け持つ。

### 卒業生
NHK邦楽技能者育成会を卒業しても特典は特にない。まれにNHKに出演依頼もあるが、NHKに出演するためにはNHKオーデションという別の試験組織がある。しかし、現在活躍中の邦楽演奏家には卒業生も多くいる。邦楽の世界ではNHK邦楽技能者育成会受験を目標にする邦楽演奏者も多かった。「NHK邦楽技能者育成会第〇期卒業」と演奏会パンフレットに掲載することは、洋楽演奏家がヨーロッパ留学と書くことに似て、ひとつのステイタスである。

### 委嘱作品
NHK邦楽技能者育成の卒業生は卒業演奏会に出演する。前期修了の夏前に、作曲家に委嘱した作品を著作権料を支払って楽譜を購入し、秋から練習に入る。その年の受講生の楽器を考慮し、各楽器が極力平等に扱われた作曲がされている。

### 楽譜
- 五線譜を用いる。古曲はたとえば箏曲なら漢数字の縦譜が多いが、古曲にはもともと楽譜がなく、師から弟子へ演奏と口頭で伝わっていくうちに少しずつ曲そのものが変化し、家元ごとの解釈により楽譜も少しずつ異なるという邦楽特有の状況があるが、どの楽譜が誤りであるとも断定できない。いろいろな流派を集めたNHKの講座で特定の楽譜を採用することは好ましくない。また、洋楽器との合奏も視野に入れ五線譜を採用していた。
- 五線譜を使う事で、邦楽の楽譜の共通言語化が出来た。
- 五線譜の利点は音の動きが一目で判る事だが、邦楽器の場合には五線譜に表記する事によってかえって難しくなることもある。ピアノのドレミは平均律だが、和楽器は厳密にはピアノとは調弦が異なる。五線譜は音の動きと合奏の参考にはなるが、楽譜上のミラシド・・の指示を絶対音感の人が耳で聴いた時に、箏の一二三四・・と演奏しても音の高さも幅も違う、ということが生じる。洋楽をやってきた人にとっては、ピアノとの音程の違いを気持ち悪いと表現する人もいる。しかし五線譜での演奏が可能になったことにより、邦楽器の異なる種類や洋楽器との合奏の記号や奏法が共通語として周知されたことは功績である。

### 卒業演奏会
作曲者、指揮者などの指導を受け、黒紋付での演奏、NHKホールやイイノホールなどで卒業演奏会が行われる。テレビまたはラジオ放送される。舞台での並び順は成績順である。その後、謝恩会がおこなわれ、記念品（トロフィーなど）が贈られる。
- 例：NHK邦楽技能者育成会第47期卒業演奏会
- 平成14年3月16日 イイノホール
- 卒業演奏曲目
- 「心韻賦（しんいんふ）」永富正之作曲 編成 箏Ⅰ・Ⅱ十七絃、三絃、尺八
- 「絲競（いとくらべ）」肥後一郎作曲 編成　箏Ⅰ・Ⅱ・Ⅲ、十七絃、三絃、尺八

## NHK邦楽技能者育成会同窓会
2011年（平成23年）9月29日、会員相互の交流をはかり、日本の芸術文化に寄与することを目的として同窓会が組織された。

### 事業
- 和楽器を用いた音楽の流派や種目を超えた会員の交流による、青少年に対しての育成と普及
- 演奏会、研究会、講習会、講演会等の開催
- 和楽器を用いた音楽の伝承と研究　①伝統音楽の伝承と研究　②和楽器を用いた音楽の資料の整備　③ＮＨＫ邦楽技能者育成会の果たした業績、および設立よりもたらされた現代邦楽作品の検証と研究保存
- 和楽器を用いた音楽の創作活動への支援
- 和楽器演奏家および指導者の育成指導と技能の向上
- 機関誌、研究書類、楽譜および録音物の刊行
- 和楽器を用いた音楽の、海外への普及および国際交流
- 優れた業績を有する個人または団体に対する表彰
- 芸能関係団体との交流と提携
- 関連文化事業への参加および協力支援
- 会員名簿の編纂
- その他目的を達成するために必要な事業

### 役員
- 理事長　杵屋静子 (5期）
- 評議員会担当理事　川村泰山(20期）
- 評議員長　設楽瞬山(38期）

### 会員
正会員（NHK邦楽技能者育成会卒業生もしくは理事会により 推挙された者であって、本会の目的および事業に賛同し所定の会費を納める者）のほか、特別会員（NHK邦楽技能者育成会に対し功労のあった者または有識者で、 理事会で推挙され総会において選任された者）、 賛助会員（会の目的および事業に賛同する団体または個人であり、所定の会費を納める者）。設立総会時811名。